# Spirit dreams inside -another dream-
《Spirit dreams inside -another dream-》是L'Arc〜en〜Ciel的第21張單曲。2001年9月5日發行。

## 簡介
第2首收錄的「Spirit dreams inside」被選為電影《Final Fantasy：夢境實錄》國際版主題曲。MV內容全部為CG動畫，由電影片段和團員的演奏片段所構成，製作費高達3億日幣。
電影《Final Fantasy：夢境實錄》日本試映會結束後，團員突然現身演奏這首歌曲。這張單曲發行後，團員各自展開長期的個人單飛活動。
初回限定盤：特殊紙包裝 & CD標籤彩色印刷。台灣有發行台壓版。

## 收錄曲
1. Spirit dreams inside -another dream-
到目前為止，這個版本沒有收錄在任何一張專輯，作為單曲A面曲，這是很罕見的。
2. Spirit dreams inside
電影《Final Fantasy：夢境實錄》主題曲。
英文版。單曲發行2個月前首次收錄在《Final Fantasy：夢境實錄》電影原聲帶。

## 收錄專輯
原創專輯
- 『SMILE』 (#2)